# Reguistão

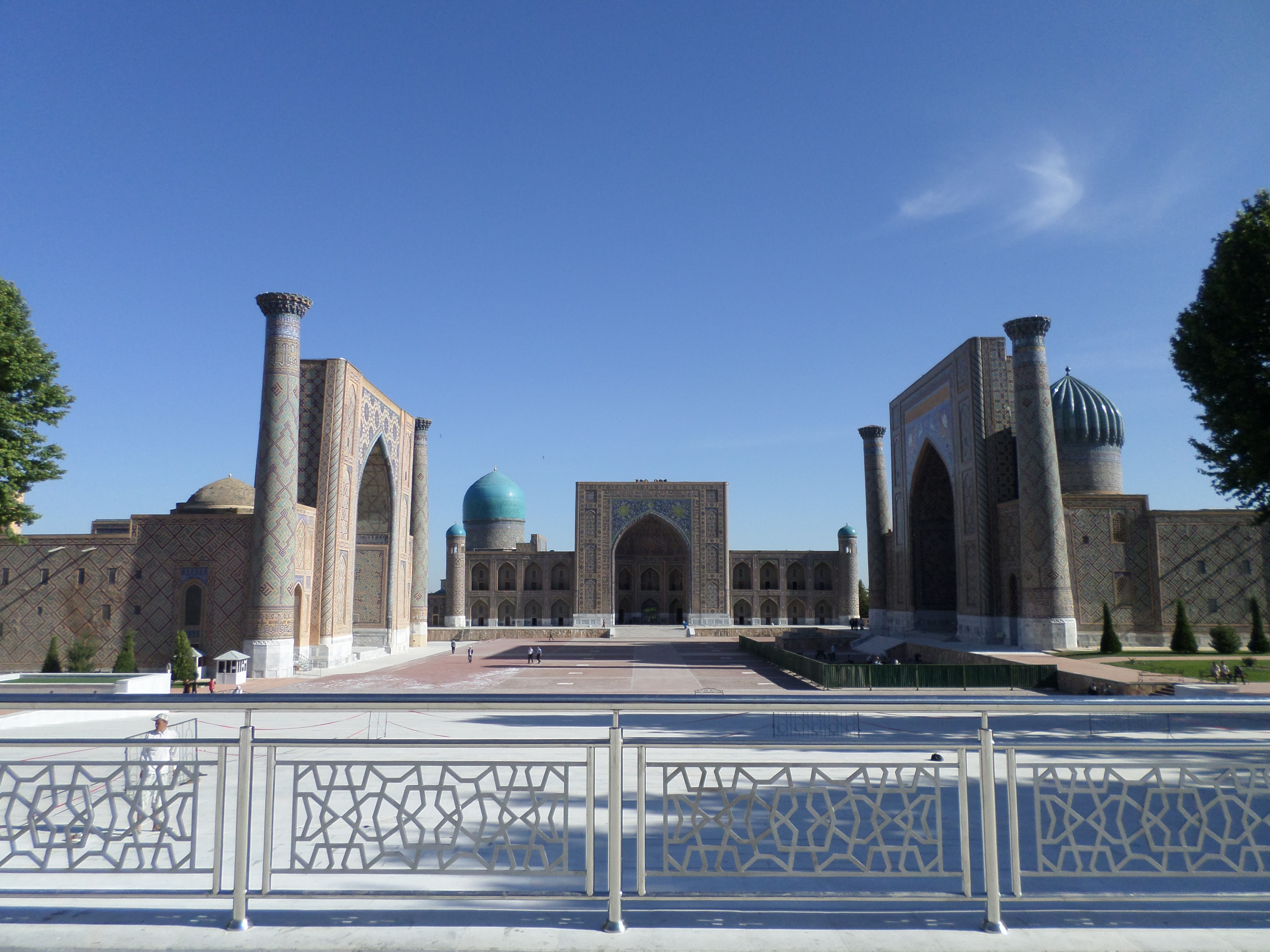
A Praça do Reguistão

O Reguistão (em persa: ریگستان; romaniz.: Registan, que significa lugar arenoso) é a praça principal de Samarcanda, no Uzbequistão. Enquadrada por duas magníficas madrassas (escolas corânicas), é famosa pelos desenhos de animais que decoram uma delas, violação clara do tabu islâmico sobre a representação de seres vivos.
Situada no centro da cidade, aqui se encontram para além do conjunto de madrassas, uma mesquita, ambos os monumentos exemplificando a grandeza e delicadeza do estilo. Os edifícios são uma orgia de azulejos, mosaicos e majólica, trabalho que consiste em formar desenhos com pedaços de azulejo. Fachadas, pátios centrais, falsos minaretes e cúpulas, tudo está coberto por milhares de bocadinhos reluzentes e coloridos de cerâmica.
Não fora a delicadeza dos motivos e este horror aos espaços vazios poderia tornar-se cansativo. Os dois grandes tigres amarelos, que aparecem sobre o portal de uma das madrassas, são um elemento contraditório e tardio, que não está muito bem explicado. A “madrassa do tigre” é das mais exemplares construções da época, provavelmente no mundo inteiro.